# Kang Ae-shim
Kang Ae-shim (28 febbraio 1963) è un'attrice sudcoreana, nota per aver interpretato il ruolo di Jang Geum-ja nella serie televisiva Netflix Squid Game.
Ha esordito nella recitazione nel 1981 come attrice teatrale.

## Filmografia

### Televisione
- When the Camellia Blooms (동백꽃 필 무렵?, Dongbaek-kkot pil muryeopLR) – serie TV (2019)
- Reflection of You (너를 닮은 사람?, Neoreul dalm-eun saramLR) – serie TV (2021)
- Move to Heaven (무브 투 헤븐: 나는 유품정리사입니다?, Mubeu tu hebeun: Naneun yupumjeongnisa-imnidaLR) – serie TV (2021)
- Avvocata Woo (이상한 변호사 우영우?, Isanghan byeonhosa U Yeong-uLR) – serie TV (2022)
- Il divorzista (신성한, 이혼?, Sinseong-han, ihonLR) – serie TV (2023)
- Frankly Speaking (비밀은 없어?, Bimir-eun eobs-eoLR) – serie TV (2024)
- A Virtuous Business (정숙한 세일즈?, Jeongsukhan se-iljeuLR) – serie TV (2024)
- Squid Game (오징어게임?, Ojing-eo geimLR) – serie TV, 10 episodi (2024-2025)